# Кабралес
Кабралес (ісп. Cabrales) — муніципалітет в Іспанії, у складі автономної спільноти Астурія. Населення — 2237 осіб (2009).
Муніципалітет розташований на відстані близько 330 км на північ від Мадрида, 90 км на схід від Ов'єдо.
Муніципалітет складається з таких паррокій: Беродія, Бульнес, Карренья, Лас-Аренас, Поо, Прадо, Пуертас, Сотрес, Тьєльве.

## Демографія
Динаміка населення (INE ):

## Галерея зображень

Розташування муніципалітету
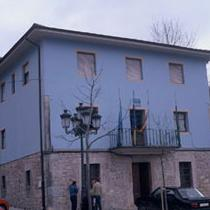
Муніципальна рада
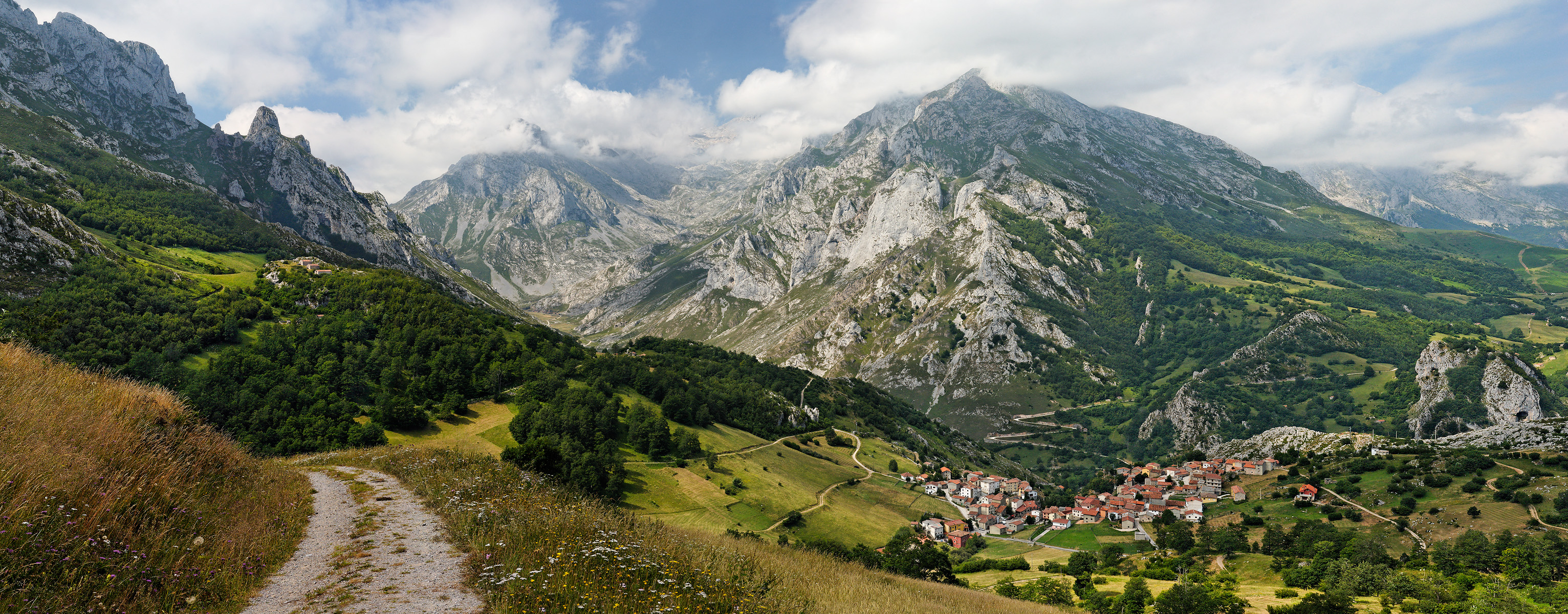
Панорама Сотреса